# Motlys
Motlys er et norsk filmproduktionsselskab og blev grundlagt i 1983 af filmproducer- og instruktøren Sigve Endresen. 
Selskabet holder til i Oslo, og arbejder med film i Skandinavien, både spillefilm, dokumentarfilm og kortfilm.

## Film
- 2009 – Nord
- 2008 – Mannen som elsket Yngve (film)
- 2008 – 99% ærlig
- 2007 – Glatte gater
- 2007 – Kunsten å gråte i kor
- 2007 – 3269 Dagros
- 2007 – Hur man gör
- 2006 – Raballder
- 2006 – Inga tårer
- 2006 – Prirechnyy
- 2006 – Gymnaslærer Pedersen
- 2006 – Trøbbel
- 2005 – Alt for Norge
- 2005 – Panther Martin
- 2005 – Thomas Hylland Eriksen og historien om origamijenta
- 2004 – Armbryterskan fån Ensamheten
- 2004 – Alt for Egil
- 2004 – Sannhetens øyeblikk
- 2004 – The Bum's rush
- 2003 – Hamlet i is
- 2003 – Livet og andre oppfinnelser
- 2003 – Plassmangel
- 2002 – Folk flest bor i Kina
- 2002 – Vektløs
- 2002 – De beste går først
- 2002 – Redd barna (film)
- 2002 – Did you leave us Blake?
- 2002 – Vektløs
- 2002 – Himmelfall
- 2001 – Balanse
- 2001 – Stakkars hedninger
- 2001 – Et portræt af Gud
- 2001 – Øyenstikker (film)
- 2000 – Gåten Scandinavian star
- 2000 – Totobua
- 2000 – Hovmod -De 7 dødssyndene
- 1999 – Flugten fra Jante
- 1999 – Falkehjerte
- 1999 – Frosset hjerte
- 1998 – jenteweekend
- 1998 – Fare for knockout
- 1998 – Leve blant løver
- 1998 – Trash talk
- 1997 – Tid for karierre
- 1996 – Mamma, det er langt på dag
- 1995 – Viddas testamente
- 1995 – Store gutter gråter ikke
- 1992 – Bare drep dem
- 1990 – Buicken
- 1990 – Blå sol
- 1990 – Gjennom stillhetens landskap
- 1988 – Bomberommet
- 1988 – Hvalsommer
- 1988 – Hjemme hjemmefra
- 1987 – Årdal 1940-85
- 1987 – Mama Tumaini
- 1987 – Gatelangs
- 1986 – Ikke trell, men frie menn
- 1985 – Jiwans onkel
- 1985 – Herfra til Tøyen
- 1984 – Jakten på juni
- 1984 – Landsbylys